# Cótar
Cótar es una localidad situada en la provincia de Burgos, comunidad autónoma de Castilla y León (España), comarca de Alfoz de Burgos, ayuntamiento de Burgos.

## Datos generales
La localidad está situada 8 km al nordeste de la capital, junto a la localidad de Villafría, ambas en el valle del río Vena, afluente del Arlanzón.

## Comunicaciones
- Carretera: Carretera local que comunica con la A-1 a la altura de Villafría.
- Transporte urbano: Prolongaciones de la Línea 8 de Autobuses Urbanos de Burgos.

## Demografía
Evolución de la población
| Gráfica de evolución demográfica de Cótar entre 2000 y 2017        |
|                                                                    |
| Población de derecho (2000-2017) según el padrón municipal del INE |

## Historia
Lugar que formaba parte, del Alfoz y Jurisdicción de Burgos en el partido de Burgos, uno de los catorce que formaban la Intendencia de Burgos durante el periodo comprendido entre 1785 y 1833, tal como se recoge en el Censo de Floridablanca de 1787. Tenía jurisdicción de realengo con alcalde pedáneo.
Así se describe a Cótar en el tomo VII del Diccionario geográfico-estadístico-histórico de España y sus posesiones de Ultramar, obra impulsada por Pascual Madoz a mediados del siglo XIX:

Lugar con ayuntamiento en la provincia, diócesis, audiencia territorial, capitanía general y partido judicial de Burgos (1 ½ leguas). Situado a las inmediaciones del río llamado Vena. Tiene 15 casas y una iglesia parroquial (Nuestra Señora de la Asunción), servida por un cura de provisión ordinaria y un sacristán. Confina el término con los de Mijaradas, Quintanapalla, Riovena y Descalzos. Producciones: granos, pastos y ganados. Población: 16 vecinos, 54 almas. Capital productivo: 448.700 reales. Imponible: 42.329. Contribución: 1.927 reales 30 maravedíes.
Diccionario geográfico-estadístico-histórico de España y sus posesiones de Ultramar

## Monumentos
- Iglesia de la Asunción de Nuestra Señora.

## Enlaces
- Mapa de los Barrios de Burgos